# Équipe des Kiribati de football
Maillots
L'équipe des Kiribati de football est une sélection des meilleurs joueurs gilbertins sous l'égide de la Fédération des Kiribati de football (Kiribati Islands Football Association, KIFA),. Elle n'est pas membre de la FIFA mais est membre associé de l'OFC,. Elle ne peut donc pas participer à la Coupe du monde de football, mais elle peut participer à l'OFC Nations Cup. Elle est devenue un membre provisoire du NF-Board le 10 décembre 2005[réf. souhaitée]. Le 6 mai 2016, les Kiribati est devenu membre de la ConIFA.
Elle n'a disputé que 11 matchs dans son histoire, tous dans les Jeux du Pacifique, en ne marquant que 7 buts, les équipes des Fidji et du Vanuatu s'imposant respectivement 24-0 et 18-0. En mai 2011, elle participe à un tournoi aux Fidji et joue notamment contre la Nouvelle-Zélande, les Tuvalu et la nation hôte. 
Jusqu'à présent, les Kiribati n'ont gagné aucun match.
En 2012, Kevin McGreskin devient l'entraîneur de l'équipe nationale dans le but d'améliorer ses résultats et d'obtenir la reconnaissance de la FIFA.

## Histoire
Les Kiribati tentent d'entrer dans le monde du football. Ils participeront à la troisième coupe du monde de la ConIFA.
La ConIFA a évoqué les raisons financières du retrait  des Kiribati de la Coupe du monde de football ConIFA 2018. La sélection est remplacée par les Tuvalu.

## Football aux Jeux du Pacifique
| Année                           | Position | MJ | V | N | D  | BP | BC  |
| ------------------------------- | -------- | -- | - | - | -- | -- | --- |
| Ne participe pas de 1963 à 1975 |          |    |   |   |    |    |     |
| Fidji 1979                      | 1er tour | 3  | 0 | 1 | 2  | 3  | 40  |
| Ne participe pas de 1983 à 1995 |          |    |   |   |    |    |     |
| Fidji 2003                      | 1er tour | 4  | 0 | 0 | 4  | 2  | 40  |
| Ne participe en 2007            |          |    |   |   |    |    |     |
| Nouvelle-Calédonie 2011         | 1er tour | 4  | 0 | 0 | 4  | 2  | 46  |
| Ne participe en 2015-...        |          |    |   |   |    |    |     |
| Total                           | 3/15     | 11 | 0 | 1 | 10 | 7  | 126 |

## Rencontres

### Matches internationaux
| No | Date               | Lieu                                       | Kiribati | Adversaire                | Score       | Compétition            | Buteur(s) pour les Kiribati | Buteur(s) pour l'adversaire |
| -- | ------------------ | ------------------------------------------ | -------- | ------------------------- | ----------- | ---------------------- | --------------------------- | --------------------------- |
| 1  | 30 août 1979       | Bidesi Park, Suva, Fidji                   | Kiribati | Papouasie-Nouvelle-Guinée | P 0-13      | Jeux du Pacifique 1979 |                             |                             |
| 2  | 31 août 1979       | Ratu Cakobau Park, Nausori, Fidji          | Kiribati | Fidji                     | P 0-24      | Jeux du Pacifique 1979 |                             |                             |
| 3  | 5 septembre 1979   | Ratu Cakobau Park, Suva, Fidji             | Kiribati | Tuvalu                    | N 3-3 (2-4) | Jeux du Pacifique 1979 |                             |                             |
| 4  | 30 juin 2003       | ANZ Stadium ,Suva, Fidji                   | Kiribati | Tuvalu                    | P 2-3       | Jeux du Pacifique 2003 | Lawrence Nemeia             |                             |
| 5  | 3 juillet 2003     | ANZ Stadium, Nausori, Fidji                | Kiribati | Îles Salomon              | P 0-7       | Jeux du Pacifique 2003 |                             |                             |
| 6  | 5 juillet 2003     | Vodafone Ratu Cakobau Park, Nausori, Fidji | Kiribati | Fidji                     | P 0-12      | Jeux du Pacifique 2003 |                             |                             |
| 7  | 7 juillet 2003     | Churchill Park, Lautoka, Fidji             | Kiribati | Vanuatu                   | P 0-18      | Jeux du Pacifique 2003 |                             |                             |
| 8  | 30 août 2011       | Stade Boewa, Boulari, Nouvelle-Calédonie   | Kiribati | Fidji                     | P 0-9       | Jeux du Pacifique 2011 |                             |                             |
| 9  | 1er septembre 2011 | Stade Boewa, Boulari, Nouvelle-Calédonie   | Kiribati | Îles Cook                 | P 0-3       | Jeux du Pacifique 2011 |                             |                             |
| 10 | 3 septembre 2011   | Stade Boewa, Boulari, Nouvelle-Calédonie   | Kiribati | Papouasie-Nouvelle-Guinée | P 1-17      | Jeux du Pacifique 2011 | 71e Karotu Bakaane          |                             |
| 11 | 5 septembre 2011   | Stade Boewa, Boulari, Nouvelle-Calédonie   | Kiribati | Tahiti                    | P 1-17      | Jeux du Pacifique 2011 | 32e Erene Bwakineti         |                             |

### Nations rencontrées
| Adversaire                | Joués | Victoires | Matchs nuls | Défaites | Buts pour | Buts contre |
| ------------------------- | ----- | --------- | ----------- | -------- | --------- | ----------- |
| Fidji                     | 3     | 0         | 0           | 3        | 0         | 45          |
| Tuvalu                    | 2     | 0         | 1           | 1        | 5         | 6           |
| Papouasie-Nouvelle-Guinée | 2     | 0         | 0           | 2        | 1         | 30          |
| Tahiti                    | 1     | 0         | 0           | 1        | 1         | 17          |
| Îles Salomon              | 1     | 0         | 0           | 1        | 0         | 7           |
| Vanuatu                   | 1     | 0         | 0           | 1        | 0         | 18          |
| Îles Cook                 | 1     | 0         | 0           | 1        | 0         | 3           |
| Total                     | 11    | 0         | 1           | 10       | 7         | 126         |

## Personnalités de l'équipe des Kiribati de football

### Sélections
| Sélection 2003     |
| ------------------ |
| Gardien            |
| Tarariki Tarotu    |
| Kiteone Kairoronga |
| Défenseur          |
| Tebwaia Baikawa    |
| Nabaruru Batiri    |
| Takaia Tekaei      |
| Tokabi Kaiorake    |
| Ukenio Kobuti      |
| Takinoa Tekaei     |
| Milieu de terrain  |
| Tiaon Rekenibali   |
| Ruevita Iotin      |
| Lawrence Nemeia    |
| David Collins      |
| Betaia Ioana       |
| Nabuaka Itimaroroa |
| Teburae Rataro     |
| Ioram Rabana       |
| Anene Bilne        |
| Attaquant          |
| Naingimea Beiaruru |
| Eritara Riteti     |
| Atantaake Tooma    |
| Palamo Kulene      |
| Sélectionneur      |
| Pine Iosefa        |

| Sélection 2011        |
| --------------------- |
| Gardien               |
| Tarariki Tarotu       |
| Tiaon Miika           |
| Défenseur             |
| Kaake Kamta           |
| Kaben Ioteba          |
| Enri Tenukai          |
| Nabaruru Batiri       |
| Beniamina Kaintikuaba |
| Barurunteiti Kaiorake |
| Milieu de terrain     |
| Atanuea Eritara       |
| Atino Baraniko        |
| Jeff Jong             |
| Martin Miriata        |
| Biitamatang Keakea    |
| Tongarua Akori        |
| Lawrence Nemeia       |
| Attaquant             |
| Karotu Bakaane        |
| Erene Bwakineti       |
| Antin Nanotaake       |
| Joseph Yan            |
| Sélectionneur         |
| Pine Iosefa           |

### Sélectionneurs
| Sélectionneurs  | Période   | Matchs | Gagnés | Nuls | Perdus | Gagnés % |
| --------------- | --------- | ------ | ------ | ---- | ------ | -------- |
| ?               | 1979      | 3      | 0      | 1    | 2      | 0        |
| Pine Iosefa     | 2003-2011 | 8      | 0      | 0    | 8      | 0        |
| Kevin McGreskin | 2012- ?   | 0      | 0      | 0    | 0      | 0        |
| Totals          | Totals    | 11     | 0      | 1    | 10     | 0        |

## Classement

### Classement des meilleures buteuses
| Rang | Joueur          | Buts | Sél. | Première sélection | Dernière sélection |
| ---- | --------------- | ---- | ---- | ------------------ | ------------------ |
| 1    | Lawrence Nemeia | 2    | 8    | 2003               | 2011               |
| 2    | Ereme Bwakineti | 1    | 3    | 2011               | 2011               |
| 3    | Karotu Bakaane  | 1    | 3    | 2011               | 2011               |